# Васильевка (Прелестненское сельское поселение)
Васи́льевка — село в Прохоровском районе Белгородской области. Входит в состав Прелестненского сельского поселения.

## География
Находится в северной части Белгородской области, в лесостепной зоне, в пределах юго-западного склона Среднерусской возвышенности, на левом берегу реки Псёл, на расстоянии примерно 8 километров (по прямой) к западу-юго-западу от Прохоровки, административного центра района. Абсолютная высота — 187 метров над уровнем моря.

## История
История села Васильевка неотъемлемо связана с историей слободы Прохоровка, которая получила свое название по имени Прохора Петровича Ильинского,  «однодворца полковой сотенной службы поместной», которому было пожалование, с помощью которого он смог приобрести село Богородицкое, населенное великороссами, выходцами из центральных губерний. До этой сделки, данные земли осваивались служилыми людьми, охранявшими русские рубежи. С течением времени село продолжает заселяться  малороссиянами из Черниговщины и Полтавщины. Недалеко от  села  Богородицкого образуется слобода, а жители ее попадают под подданство помещика Ильинского. Управление какое то время осуществлялось выбираемым атаманом, название закрепилось -  «село Богородицкое Прохоровка тож». 
Название скорее всего заимствовали от расположенной здесь деревянной церкви Богородицкой, построенной еще первопоселенцами. Численность великороссов намного уступала численности малороссиян, именно этот момент послужил приобретению названия поселения «слобода Прохоровка». В 1779 году образуется Курская губерния, и с этого момента Ольшанская волость Обоянского уезда Курской губернии объединила  села территории Прохоровского района, стоящие по реке Псел. 
В 1973 году, после смерти Ильинского, четыре его сына разделили им полагающиеся земли. Подпоручику Василию досталась слобода Прохоровка, но из нее были выделены несколько частей, которые впоследствии стали слободой Петровкой (по имении сына Петра) и новообразованное  сельцо Прелестное, отошедшее сыну Александру. Центральная часть слободы осталась за Василием и была переименована в Васильевкуу. 
Официальным годом образования Васильевки принято считать 1795 год. 
В 1772 году Иван Прохорович строит в слободе Успенскую трехпрестольную каменную церковь. Это первая каменная церковь, появившаяся в этих краях. Убранство церкви было богатым на тот период: ограждали церковь каменный забор и железные ворота, имелось шесть колоколов, большой весом 100 пудов, трехъярусный иконостас с 24 иконами украшал церковь внутри, всего в церкви было 113 икон, 4 больших Евангелия и 2 маленьких, 2 серебряных ковчега, серебряные приборы для службы, ковры. 
Церковь использовалась по назначению до 1930-х годов, затем до ВОВ служила как хранилище зерна. Во время боев здание сильно пострадало, затем и вовсе было разобрано. 
По данным перепеси на момент 1862 года в слободе проживало 1350 душ, действовал конный завод, проводилось 5 ярморок в год. В слободе проживало несколько богатых помещиков, имевших садьбы, хутора, пасеки; имелись водяная мельница, 2 маслобойни, 3 торговые лавки, 7 ветряных мельниц.
С приходом советской власти образовались сельские Советы, Васильевка входила в Прохоровский сельСовет, однако, Ольшанское волостное правление было сохранено.
В 1932 году в Васильевке проживало 593 жителя и по административному делению она стала относиться к Прелестненском сельсовету Прохоровского района Центрально-Черноземной области.
Во время Великой Отечественной войны село сильно пострадало, много жителей было  убито, в 1943 году в ходе боев уничтожено много построек.
В 1970-е годы Васильевка становится селом.

### Климат
Климат характеризуется как умеренно континентальный, с относительно мягкой зимой и тёплым продолжительным летом. Среднегодовая температура воздуха — 5,4 °C. Средняя температура воздуха самого холодного месяца (января) — −9,2 °C; самого тёплого месяца (июля) — 16,4 — 24,3 °C. Безморозный период длится в среднем 155—160 дней. Годовое количество атмосферных осадков — 527—595 мм, из которых большая часть выпадает в тёплый период.

### Часовой пояс
Село Васильевка как и вся Белгородская область, находится в часовой зоне МСК (московское время). Смещение применяемого времени относительно UTC составляет +3:00.

## Население
| 2002 | 2010 |
| ---- | ---- |
| 15   | ↘11  |

### Половой состав
По данным Всероссийской переписи населения 2010 года в гендерной структуре населения мужчины составляли 36,4 %, женщины — соответственно 63,6 %.

### Национальный состав
Согласно результатам переписи 2002 года, в национальной структуре населения русские составляли 100 %.